# Agaraea
Agaraea es un género de polillas de la familia Erebidae. Fue descrito por primera vez en 1855 por Herrich-Schäffer.

## Especies
- Agaraea atrivena Dognin, 1911
- Agaraea boettgeri Rothschild, 1909
- Agaraea citrinotincta Rothschild, 1909
- Agaraea emendatus (H. Edwards, 1884)
- Agaraea insconspicua Schaus, 1910
- Agaraea internervosa (Dognin, 1912)
- Agaraea klagesi Rothschild, 1909
- Agaraea longicornis Herrich-Schäffer, [1855]
- Agaraea minuta (Schaus, 1892)
- Agaraea mossi Rothschild, 1922
- Agaraea nigrostriata Rothschild, 1909
- Agaraea nigrotuberata Bryk, 1953
- Agaraea ockendeni Rothschild, 1909
- Agaraea phaeophlebia Hampson, 1920
- Agaraea rulla Schaus, 1920
- Agaraea santaris Schaus, 1920
- Agaraea schausi Rothschild, 1909
- Agaraea semivitrea Rothschild, 1909
- Agaraea sorex (Druce, 1902)
- Agaraea strigata (Reich, 1936)
- Agaraea uniformis (Hampson, 1898)